# Småsporig röksvamp
Småsporig röksvamp (Lycoperdon lambinonii) är en svampart som beskrevs av Demoulin 1972. Enligt Catalogue of Life ingår Småsporig röksvamp i släktet Lycoperdon,  och familjen Agaricaceae, men enligt Dyntaxa är tillhörigheten istället släktet Lycoperdon,  och familjen röksvampar. Arten är reproducerande i Sverige. Inga underarter finns listade i Catalogue of Life.